# Bazoches-sur-Guyonne
Pour les articles homonymes, voir Bazoches (homonymie).
Bazoches-sur-Guyonne est une commune française située dans le département des Yvelines, en région Île-de-France. 

## Géographie

### Situation

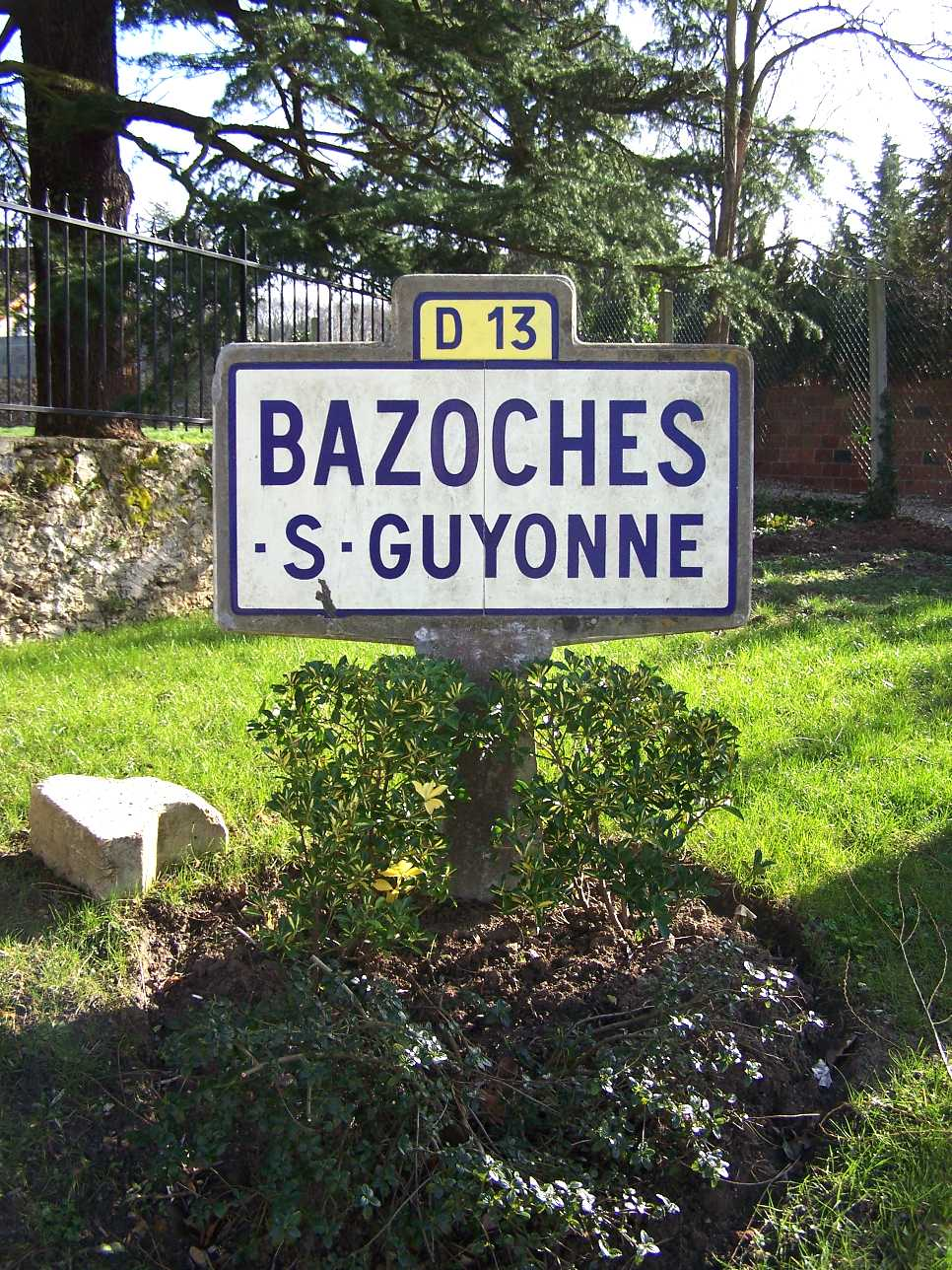
L'ancien panneau d'entrée de la commune.

Bazoches-sur-Guyonne est un village périurbain et résidentiel des Yvelines qui s'étend dans une zone de coteaux au nord du massif forestier de Rambouillet. Elle jouxte à l'est la commune de Montfort-l'Amaury et se trouve à 20 km à l'ouest de Versailles, à 37 km à l'ouest de Paris, 15 km au nord de Rambouillet et 46 km au nord-est de Chartres.

### Communes limitrophes
| Mareil-le-Guyon        | Neauphle-le-Vieux    |                         |
| Montfort-l'Amaury Méré | Bazoches-sur-Guyonne | Le Tremblay-sur-Mauldre |
| Mesnuls                |                      | Saint-Rémy-l'Honoré     |

### Hydrographie
La commune est arrosée par la Guyonne, une petite rivière affluent de la Mauldre. C'est donc un sous-affluent de la Seine.

### Climat
Pour des articles plus généraux, voir Climat de l'Île-de-France et Climat des Yvelines.
En 2010, le climat de la commune est de type climat océanique dégradé des plaines du Centre et du Nord, selon une étude du CNRS s'appuyant sur une série de données couvrant la période 1971-2000. En 2020, Météo-France publie une typologie des climats de la France métropolitaine dans laquelle la commune est dans une zone de transition entre le climat océanique et le climat océanique altéré et est dans la région climatique Sud-ouest du bassin Parisien, caractérisée par une faible pluviométrie, notamment au printemps (120 à 150 mm) et un hiver froid (3,5 °C).
Pour la période 1971-2000, la température annuelle moyenne est de 10,8 °C, avec une amplitude thermique annuelle de 14,5 °C. Le cumul annuel moyen de précipitations est de 685 mm, avec 11,1 jours de précipitations en janvier et 7,7 jours en juillet. Pour la période 1991-2020, la température moyenne annuelle observée sur la station météorologique la plus proche, située sur la commune de Saint-Léger-en-Yvelines à 9 km à vol d'oiseau, est de 11,0 °C et le cumul annuel moyen de précipitations est de 706,3 mm,. Pour l'avenir, les paramètres climatiques de la commune estimés pour 2050 selon différents scénarios d'émission de gaz à effet de serre sont consultables sur un site dédié publié par Météo-France en novembre 2022.

## Urbanisme

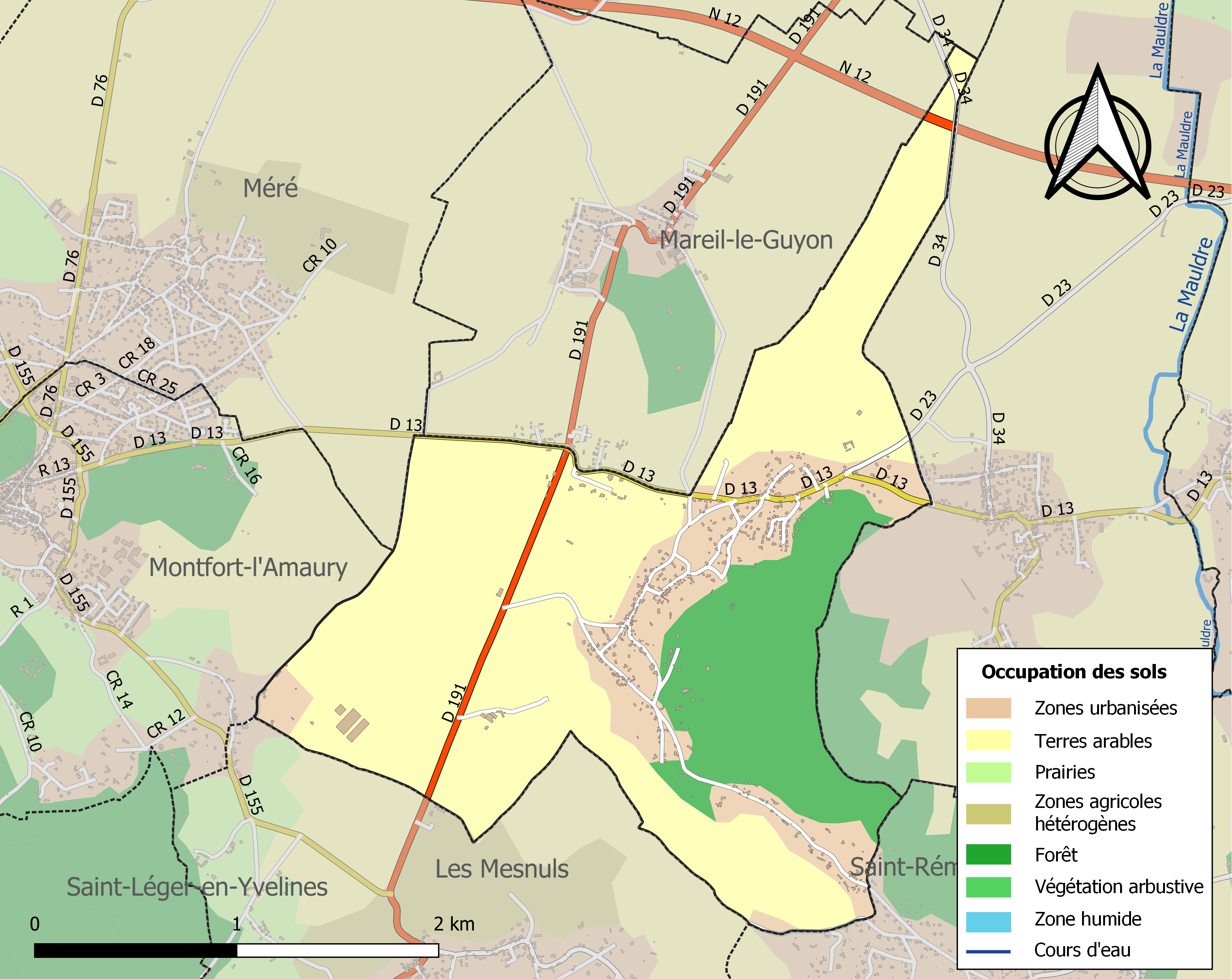
Carte de l'occupation des sols de la commune en 2018 (CLC).

### Typologie
Au 1er janvier 2024, Bazoches-sur-Guyonne est catégorisée commune rurale à habitat dispersé, selon la nouvelle grille communale de densité à sept niveaux définie par l'Insee en 2022.
Elle appartient à l'unité urbaine de Saint-Rémy-l'Honoré, une agglomération intra-départementale regroupant trois  communes, dont elle est une commune de la banlieue,,. Par ailleurs la commune fait partie de l'aire d'attraction de Paris, dont elle est une commune de la couronne,. Cette aire regroupe 1 929 communes,.

### Occupation des solssimplifiée
Le territoire de la commune se compose en 2017 de 81,77 % d'espaces agricoles, forestiers et naturels, 10,82 % d'espaces ouverts artificialisés et 7,41 % d'espaces construits artificialisés.

### Habitat et logement
En 2018, le nombre total de logements dans la commune était de 313, alors qu'il était de 287 en 2013 et de 288 en 2008.
Parmi ces logements, 77 % étaient des résidences principales, 16,2 % des résidences secondaires et 6,8 % des logements vacants. Ces logements étaient pour 97,7 % d'entre eux des maisons individuelles et pour 1,9 % des appartements.
Le tableau ci-dessous présente la typologie des logements à Bazoches-sur-Guyonne en 2018 en comparaison avec celle des Yvelines et de la France entière. Une caractéristique marquante du parc de logements est ainsi une proportion de résidences secondaires et logements occasionnels (16,2 %) supérieure à celle du département (2,6 %) et à celle de la France entière (9,7 %). Concernant le statut d'occupation de ces logements, 88,6 % des habitants de la commune sont propriétaires de leur logement (85,9 % en 2013), contre 58,6 % pour les Yvelines et 57,5 pour la France entière.
| Typologie                                               | Bazoches-sur-Guyonne | Yvelines | France entière |
| ------------------------------------------------------- | -------------------- | -------- | -------------- |
| Résidences principales (en %)                           | 77                   | 91,1     | 82,1           |
| Résidences secondaires et logements occasionnels (en %) | 16,2                 | 2,6      | 9,7            |
| Logements vacants (en %)                                | 6,8                  | 6,3      | 8,2            |

### Voies de communication et transports
La commune est desservie par la route départementale 13 traverse la commune d'est en ouest, menant du Tremblay-sur-Mauldre à Montfort-l'Amaury. La route départementale 23 venant de Jouars-Pontchartrain se termine à la jonction avec la précédente à l'entrée est du village. La route nationale 12 traverse le territoire communal au nord.
Les gares ferroviaires les plus proches de la commune sont celles de Villiers - Neauphle - Pontchartrain à 5,5 km et Montfort-l'Amaury - Méré à 6 km.
La commune est desservie par les lignes 5, 49, 61, P et V du réseau de bus Centre et Sud Yvelines.

## Toponymie
Le nom de la localité est attesté sous les formes Basochie en XIIIe siècle, Bazochie en 1351, Basoches-en-Pincerais.
Le nom de « Bazoches » vient de l'ancien français, issu du latin, basilica (désigne en latin ecclésiastique un monument érigé à la mémoire d'un martyr et généralement dépositaire de reliques).
En français, le terme basoche désignait par évolution sémantique une association de clercs de procureurs du parlement de grandes villes.
La commune est traversée par la Guyonne.
Homonymie avec Bazoches-au-Houlme.

## Histoire
Le site était habité au néolithique comme l'atteste la présence d'un dolmen.

## Politique et administration

### Rattachements administratifs
Antérieurement à la loi du 10 juillet 1964, la commune faisait partie du département de Seine-et-Oise. La réorganisation de la région parisienne en 1964 fit que la commune appartient désormais au département des Yvelines et à son arrondissement de Rambouillet après un transfert administratif effectif au 1er janvier 1968.
Elle faisait partie depuis 1801 du canton de Montfort-l'Amaury de Seine-et-Oise puis des Yvelines. Dans le cadre du redécoupage cantonal de 2014 en France, cette circonscription administrative territoriale a disparu, et le canton n'est plus qu'une circonscription électorale.

### Rattachements électoraux
Pour les élections départementales, la commune est membre depuis 2014 du canton d'Aubergenville
Pour l'élection des députés, elle fait partie de la dixième circonscription des Yvelines.

### Intercommunalité
Bazoches-sur-Guyonne est membre de la communauté de communes Cœur d'Yvelines, un établissement public de coopération intercommunale (EPCI) à fiscalité propre créé fin 2004 et auquel la commune a transféré un certain nombre de ses compétences, dans les conditions déterminées par le code général des collectivités territoriales.

### Liste des maires
| Période                                  | Période                    | Identité                     | Étiquette | Qualité                                                                                |
| ---------------------------------------- | -------------------------- | ---------------------------- | --------- | -------------------------------------------------------------------------------------- |
| Les données manquantes sont à compléter. |                            |                              |           |                                                                                        |
| 1792                                     | 1793                       | François Charles Jouvaucourt |           | Curé                                                                                   |
| 1793                                     | 1794                       | François Barre               |           |                                                                                        |
| 1794                                     | 1801                       | Louis Pierre Prunier         |           |                                                                                        |
| 1801                                     | 1810                       | Jean-François Brault         |           |                                                                                        |
| 1810                                     | 1816                       | Philippe Jean Bignault       |           |                                                                                        |
| 1816                                     | 1832                       | Louis Pierre Prunier         |           |                                                                                        |
| 1832                                     | 1863                       | Jean-Baptiste Tenard         |           |                                                                                        |
| 1863                                     | 1884                       | Philippe Augustin Bignault   |           |                                                                                        |
| 1884                                     | 1889                       | Albert Perrin                |           |                                                                                        |
| 1890                                     | 1908                       | Désiré Touchard              |           |                                                                                        |
| 1908                                     | 1910                       | Albert Perrin                |           |                                                                                        |
| 1910                                     | 1925                       | Ernest Bignault              |           |                                                                                        |
| 1925                                     | 1929                       | Maurice Giguet               |           |                                                                                        |
| 1929                                     | 1969                       | Charles Brechot              |           |                                                                                        |
| 1969                                     | 1995                       | Henri Monnet                 |           |                                                                                        |
| 1995                                     | 2001                       | Nicole Petitet-Casse         |           |                                                                                        |
| 2001                                     | 2014                       | Philippe Bignault            |           |                                                                                        |
| 2014                                     | En cours (au 10 mars 2022) | M. Dominique Nicco           | SE        | Cadre Vice-président de la CC Cœur d'Yvelines (2020 → ) Réélu pour le mandat 2020-2026 |

## Équipements et services publics

### Enseignement
La commune dispose d'une école élémentaire publique.

## Population et société

### Démographie

#### Évolution démographique
L'évolution du nombre d'habitants est connue à travers les recensements de la population effectués dans la commune depuis 1793. Pour les communes de moins de 10 000 habitants, une enquête de recensement portant sur toute la population est réalisée tous les cinq ans, les populations de référence des années intermédiaires étant quant à elles estimées par interpolation ou extrapolation. Pour la commune, le premier recensement exhaustif entrant dans le cadre du nouveau dispositif a été réalisé en 2007.

En 2022, la commune comptait 697 habitants, en évolution de +15,4 % par rapport à 2016 (Yvelines : +2,72 %, France hors Mayotte : +2,11 %).
| 1793 | 1800 | 1806 | 1821 | 1831 | 1836 | 1841 | 1846 | 1851 |
| ---- | ---- | ---- | ---- | ---- | ---- | ---- | ---- | ---- |
| 377  | 417  | 418  | 398  | 391  | 411  | 352  | 348  | 355  |

| 1856 | 1861 | 1866 | 1872 | 1876 | 1881 | 1886 | 1891 | 1896 |
| ---- | ---- | ---- | ---- | ---- | ---- | ---- | ---- | ---- |
| 321  | 342  | 297  | 289  | 272  | 273  | 282  | 288  | 259  |

| 1901 | 1906 | 1911 | 1921 | 1926 | 1931 | 1936 | 1946 | 1954 |
| ---- | ---- | ---- | ---- | ---- | ---- | ---- | ---- | ---- |
| 279  | 278  | 241  | 238  | 231  | 232  | 219  | 222  | 202  |

| 1962 | 1968 | 1975 | 1982 | 1990 | 1999 | 2006 | 2007 | 2012 |
| ---- | ---- | ---- | ---- | ---- | ---- | ---- | ---- | ---- |
| 230  | 256  | 286  | 308  | 423  | 477  | 576  | 590  | 567  |

| 2017 | 2022 | - | - | - | - | - | - | - |
| ---- | ---- | - | - | - | - | - | - | - |
| 621  | 697  | - | - | - | - | - | - | - |

#### Pyramide des âges
En 2018, le taux de personnes d'un âge inférieur à 30 ans s'élève à 34,5 %, soit en dessous de la moyenne départementale (38,0 %). À l'inverse, le taux de personnes d'âge supérieur à 60 ans est de 22,5 % la même année, alors qu'il est de 21,7 % au niveau départemental.
En 2018, la commune comptait 325 hommes pour 302 femmes, soit un taux de 51,83 % d'hommes, largement supérieur au taux départemental (48,68 %).
Les pyramides des âges de la commune et du département s'établissent comme suit.
| Hommes | Classe d’âge | Femmes |
| ------ | ------------ | ------ |
| 0,3    | 90 ou +      | 0,0    |
| 6,6    | 75-89 ans    | 5,1    |
| 14,4   | 60-74 ans    | 18,8   |
| 26,7   | 45-59 ans    | 25,5   |
| 15,5   | 30-44 ans    | 18,3   |
| 16,7   | 15-29 ans    | 14,0   |
| 19,8   | 0-14 ans     | 18,3   |

| Hommes | Classe d’âge | Femmes |
| ------ | ------------ | ------ |
| 0,6    | 90 ou +      | 1,4    |
| 6      | 75-89 ans    | 7,8    |
| 13,5   | 60-74 ans    | 14,8   |
| 20,7   | 45-59 ans    | 20,1   |
| 19,6   | 30-44 ans    | 19,9   |
| 18,5   | 15-29 ans    | 16,8   |
| 21,2   | 0-14 ans     | 19,2   |

## Économie
- Exploitations agricoles.

## Culture locale et patrimoine

### Lieux et monuments
- Église Saint-Martin.

Église de campagne à nef unique et clocher latéral entourée d’un pittoresque cimetière. Édifiée au XIIe siècle, elle est remaniée aux XVIIe et XIXe siècles. L’église possède un très beau maître autel en bois sculpté laqué de la première moitié du XVIIIe siècle et le tableau du retable, restauré, « Saint Martin en évêque », aussi, du XVIIIe siècle. 
Le clocher latéral abrite la plus ancienne cloche de la région « Martinne », datée de 1555.
- Maison de Jean Monnet, où Jean Monnet y a vécu de 1945 à sa mort en 1979. et devenue propriété du Parlement européen, située dans le hameau de Houjarray.

Cette demeure à toit de chaume du XXe siècle a été transformée en musée qui présente l’œuvre de l’homme d’État, sa vision de la paix et de l’unité européenne,
- Maison Louis Carré : villa d'architecture moderne achevée en 1959 par l'architecte finlandais Alvar Aalto pour Louis Carré, collectionneur et galeriste français. Cette villa, classée monument historique le 5 juillet 1996, a été acquise en 2006 par la fondation Alvar Aalto de Finlande qui l'ouvre au public depuis l'été 2007.
- Une maison a servi de décor au film Mais où est donc passée la septième compagnie ?. La célèbre scène de l'épicier collabo y a été tournée. Cette maison est située à l'angle du chemin du Rocher-Marquant et du chemin du Vieux-Pressoir.
- Un chemin de randonnée permet de découvrir le territoire communal.

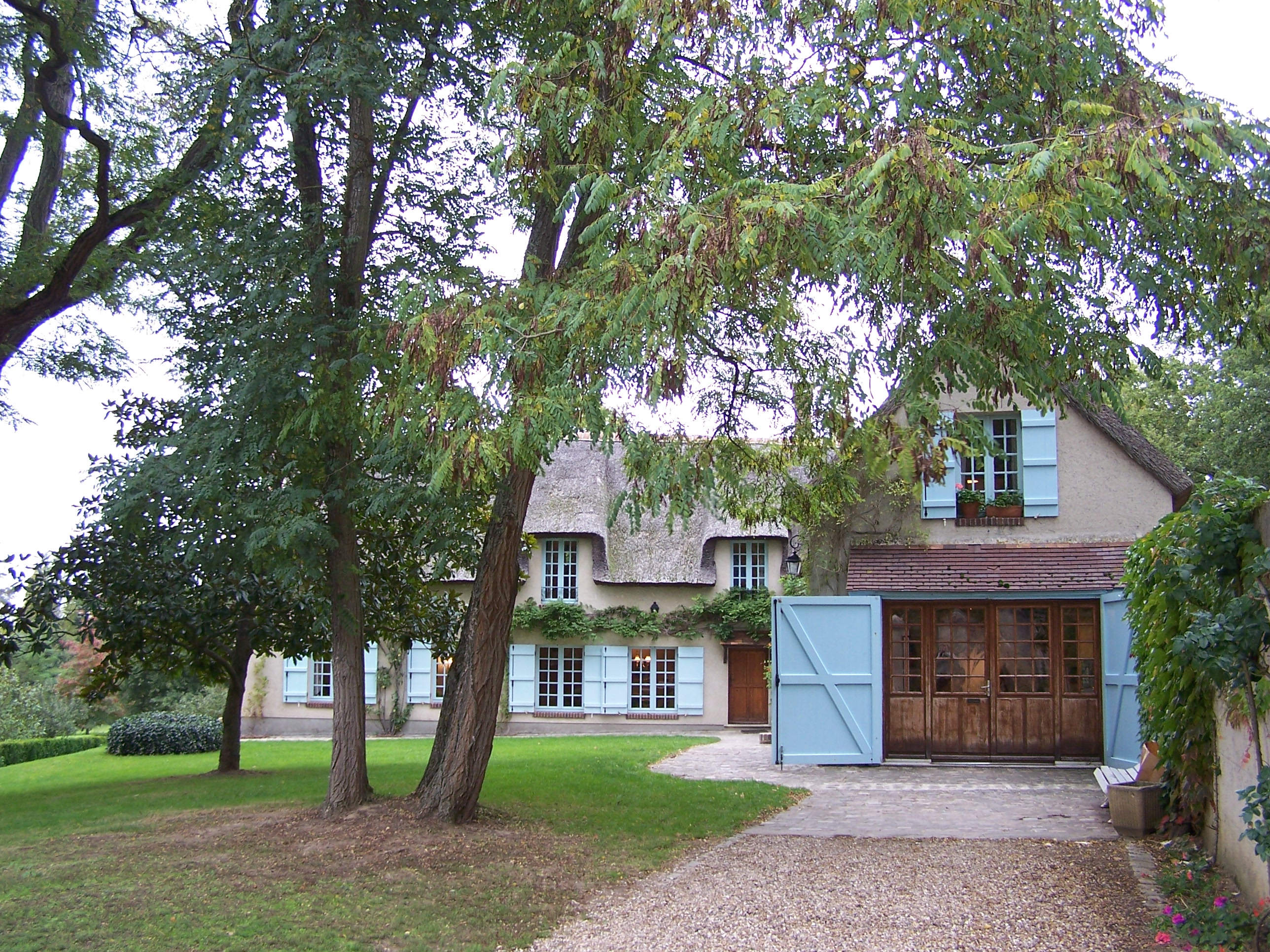
La maison Jean-Monnet...
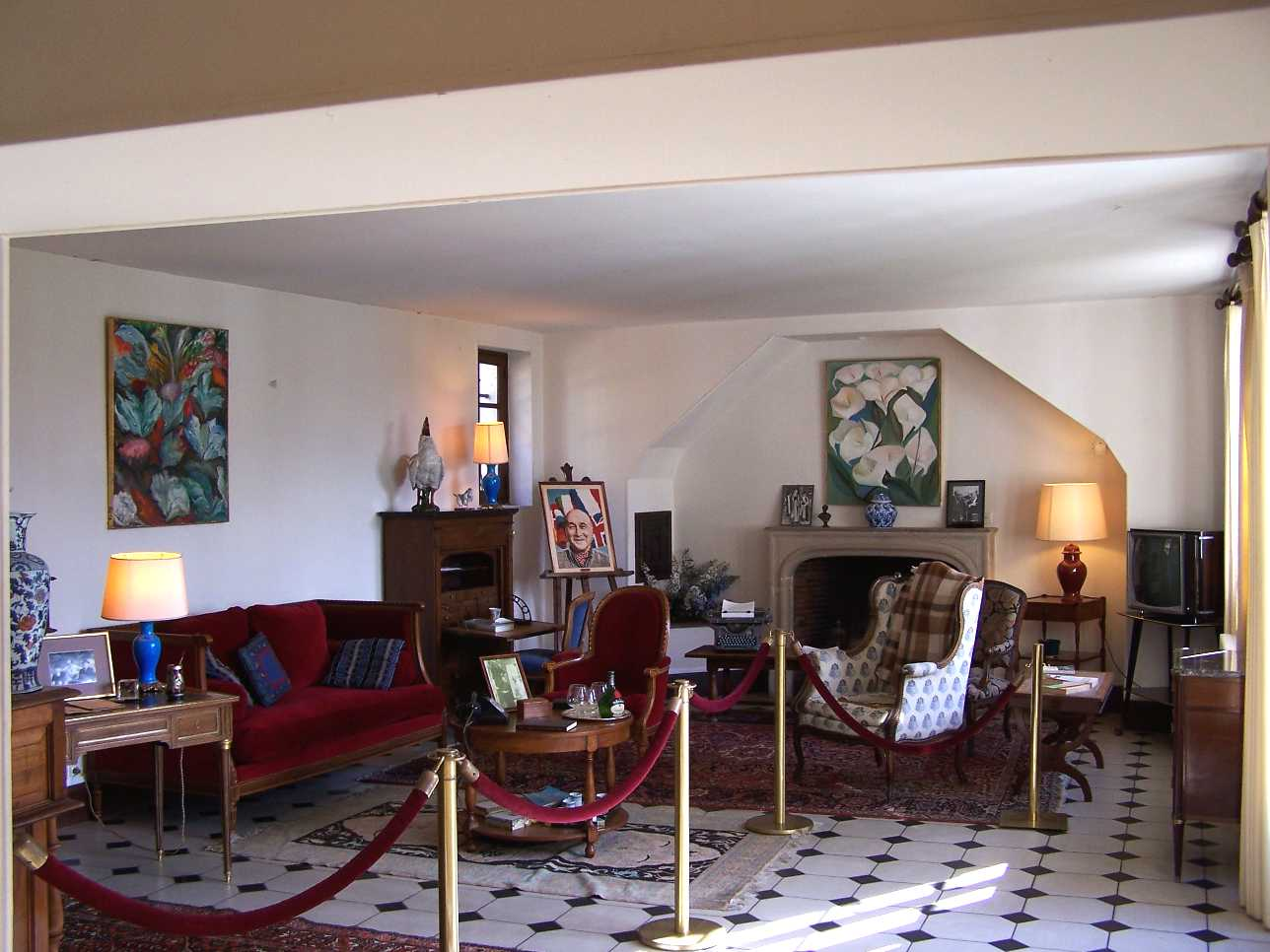
... et son salon.
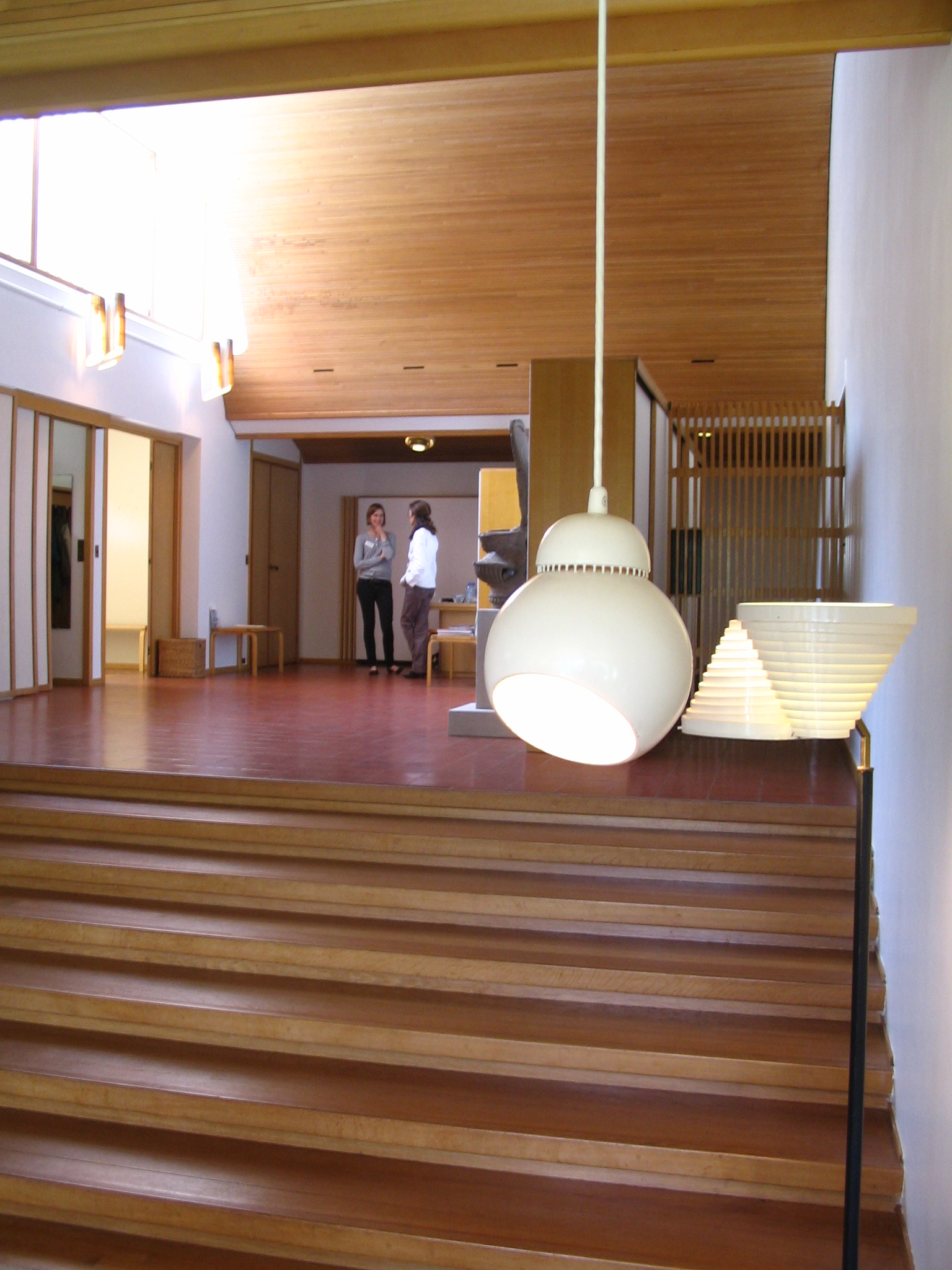
... et son entrée.
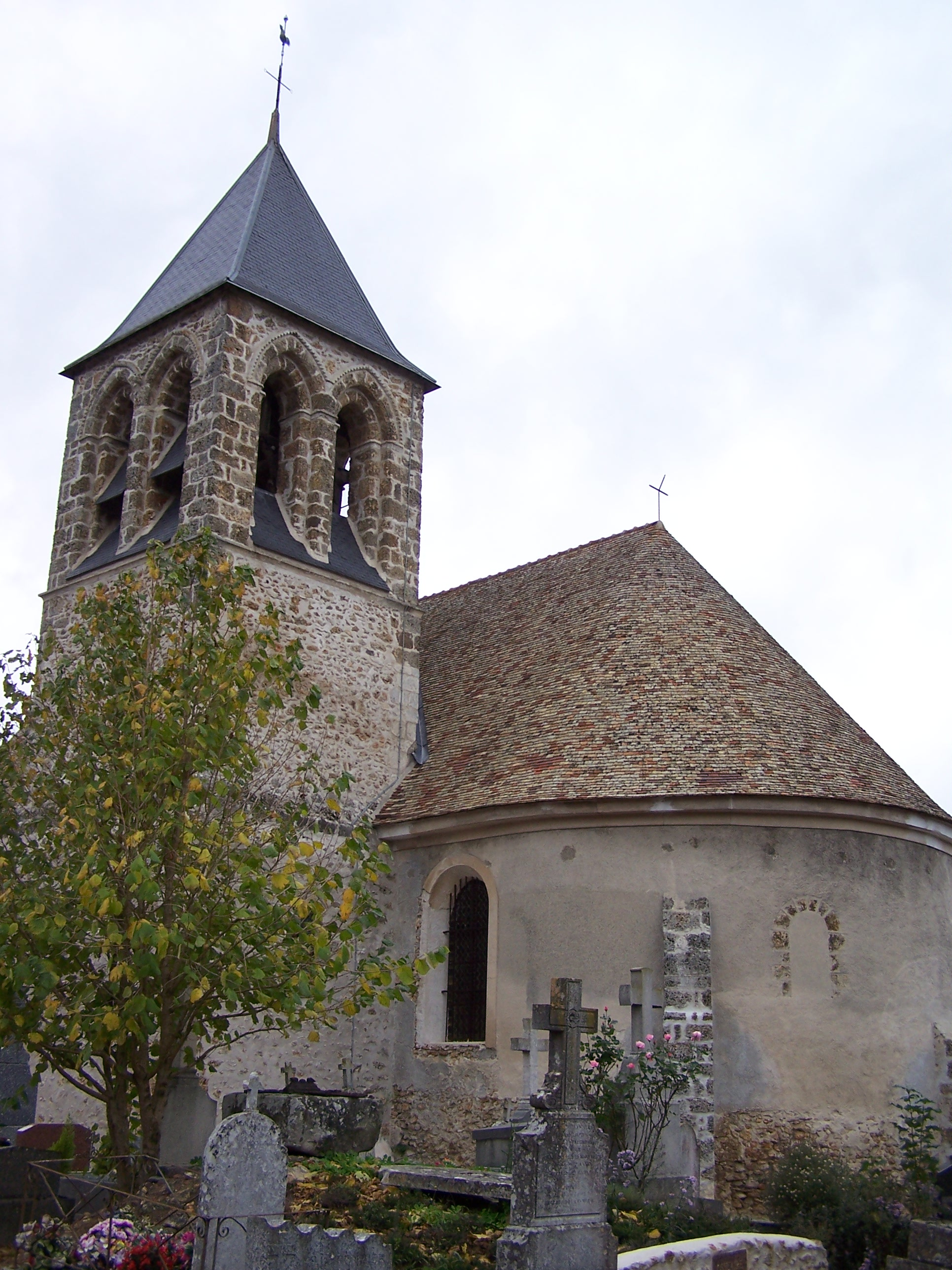
L'église.

### Refuge animalierde laFondation Brigitte Bardot
A partir de ce qui fut la propriété de Brigitte Bardot – acquise en 1960 et cédé à la fondation en 2006, un refuge pour animaux de ferme et animaux domestiques a ouvert ses portes en 2019.

### Personnalités liées à la commune

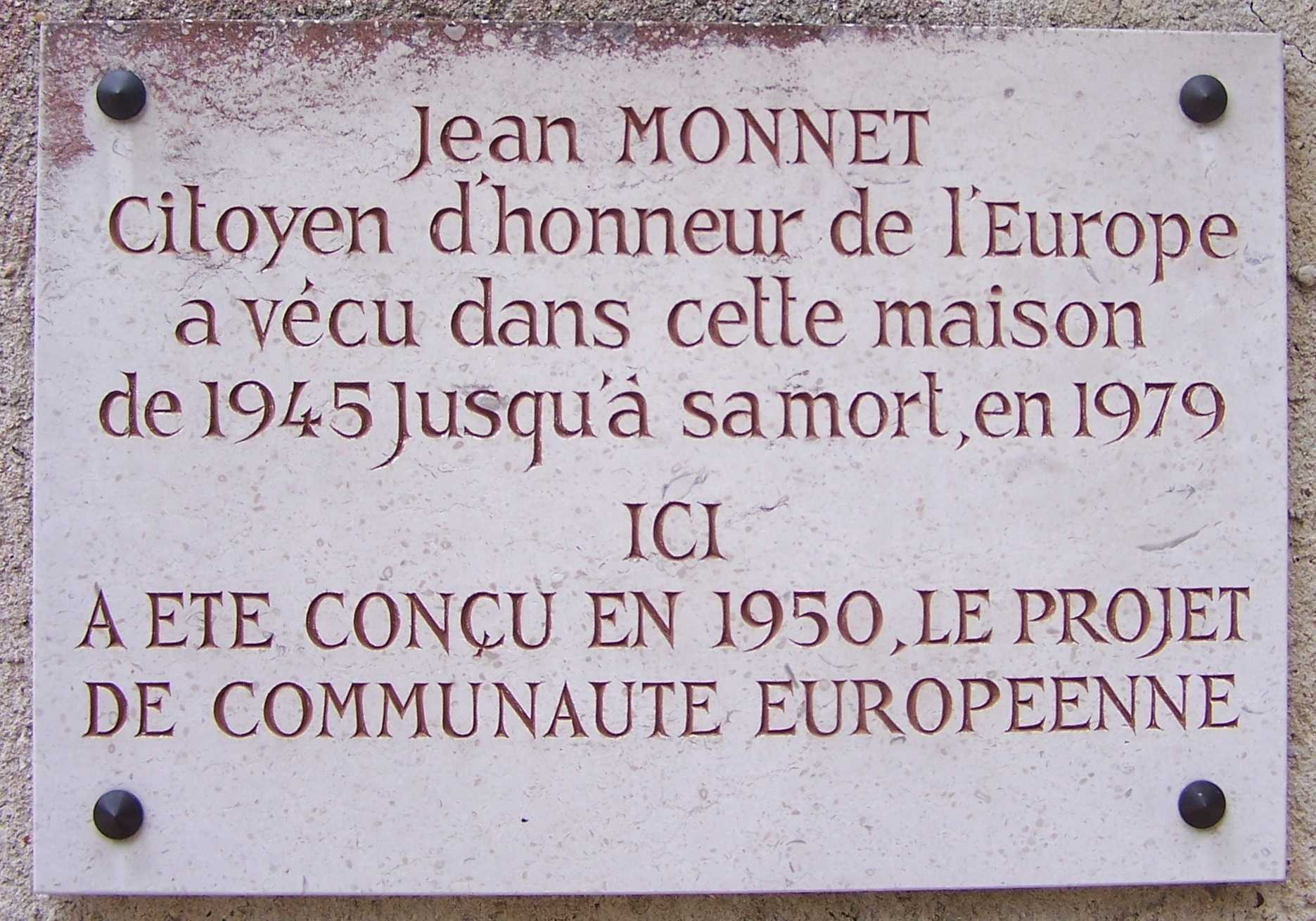
La plaque à Jean Monnet.

- Jean Monnet (1888-1979), homme d'État français, y a habité de 1945 à sa mort. D’abord enterré à Bazoches-sur-Guyonne, il est inhumé au Panthéon en 1988, à l’occasion de son centenaire, sur décision de François Mitterrand[26].
- Georgius (1891-1970), chanteur français de variétés, y est décédé et inhumé.
- Louis Carré (1897-1977), galeriste français, ayant fait construire la Maison Louis Carré.
- Robert Vattier (1906-1982), acteur français et père de l'actrice Bérangère Vattier, y a habité et y est inhumé.
- Pierre Viansson-Ponté (1920-1979), enseignant et journaliste, exerça un mandat de conseiller municipal à Bazoches-sur-Guyonne.
- Brigitte Bardot (1934), actrice et chanteuse française et militante de la cause animale, possédait sur la commune, une résidence léguée à sa fondation.
- Robert Etcheverry (1937-2007), acteur français, marié à l'actrice Bérangère Vattier de 1963 à 1983, a vécu pendant 20 ans à Bazoches-sur-Guyonne.
- Bérangère Vattier (1941-2001), actrice française et fille de l'acteur Robert Vattier, mariée à l'acteur Robert Etcheverry de 1963 à 1983, a vécu à Bazoches-sur-Guyonne.
- Henry Leca (1914-1981), compositeur, chef d'orchestre et son épouse Rose Mania (1922-1997), chanteuse, ont vécu à Bazoches.